# توراته
توراته (به ایتالیایی: Turate) یک کومونه در ایتالیا است که در استان کومو واقع شده‌است.

## خصوصیات
توراته ۱۰٫۱ کیلومترمربع مساحت و ۸٬۳۲۸ نفر جمعیت دارد و ۲۴۰ متر بالاتر از سطح دریا واقع شده‌است.